# Spór o Morskie Oko

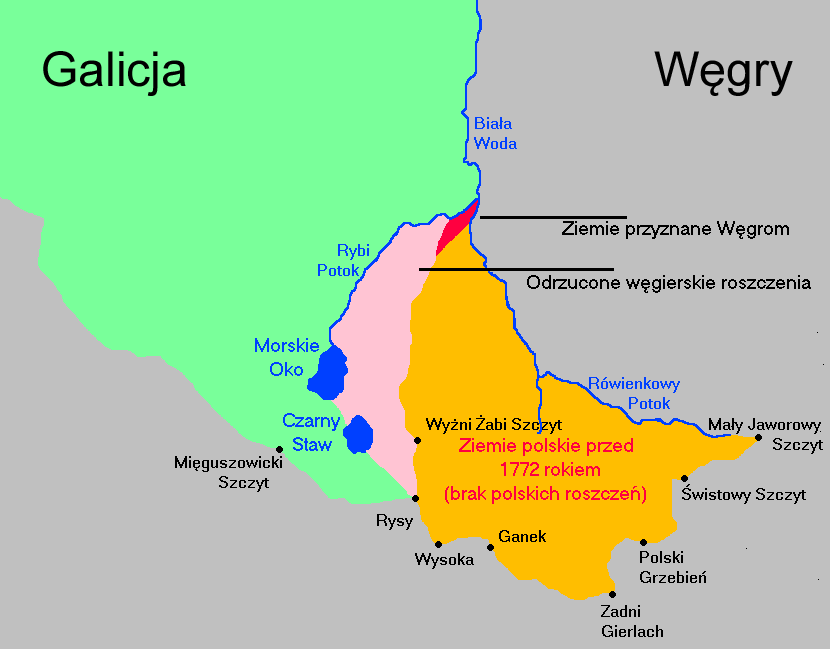
Mapa ziem spornych

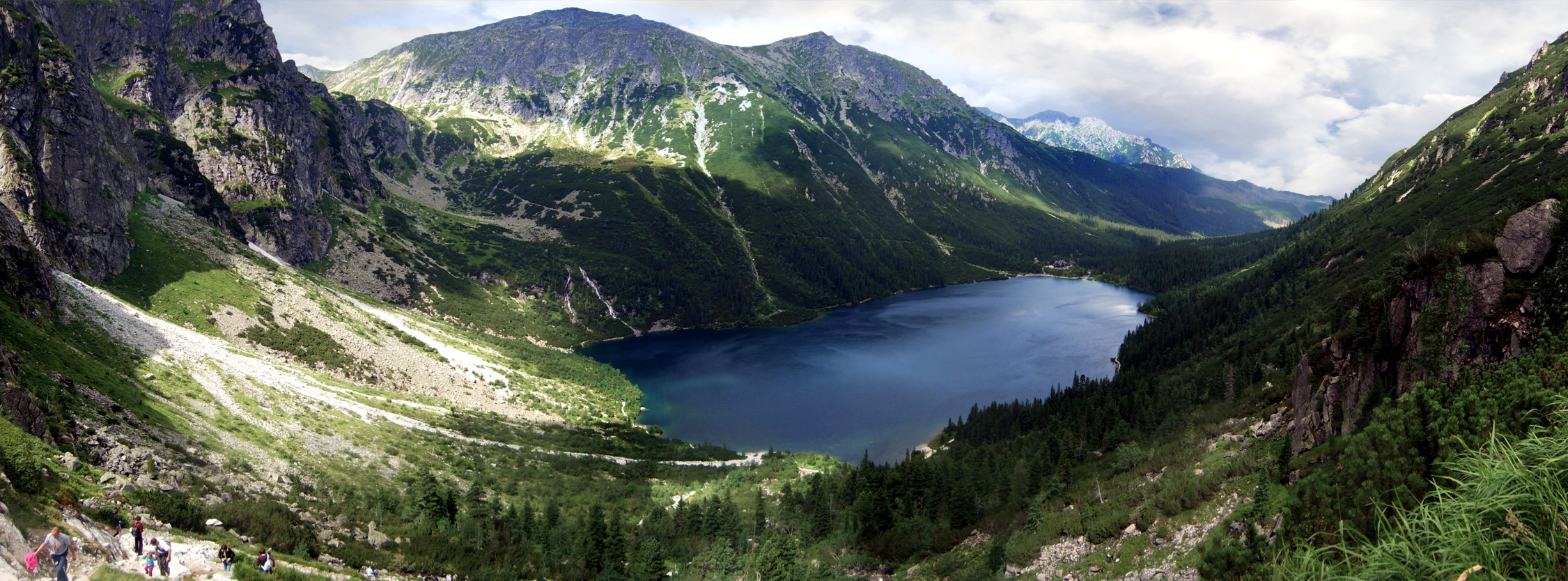
Morskie Oko znad Czarnego Stawu

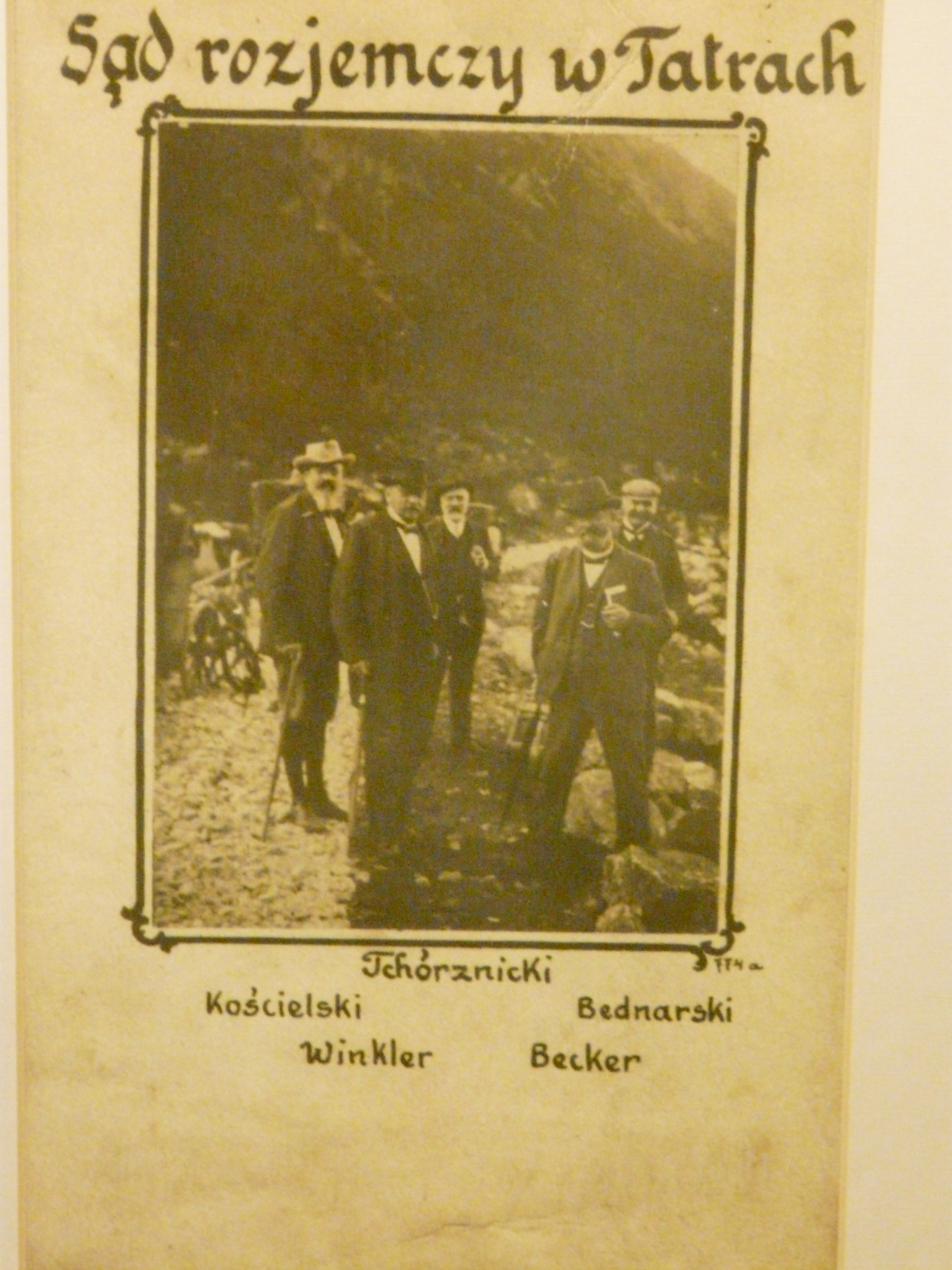
Uczestnicy wizji lokalnej (sąd rozjemczy w Tatrach) nad Morskim Okiem, 4–5 września 1902: Tchórznicki, Kościelski, Bednarski, Winkler, Beckler

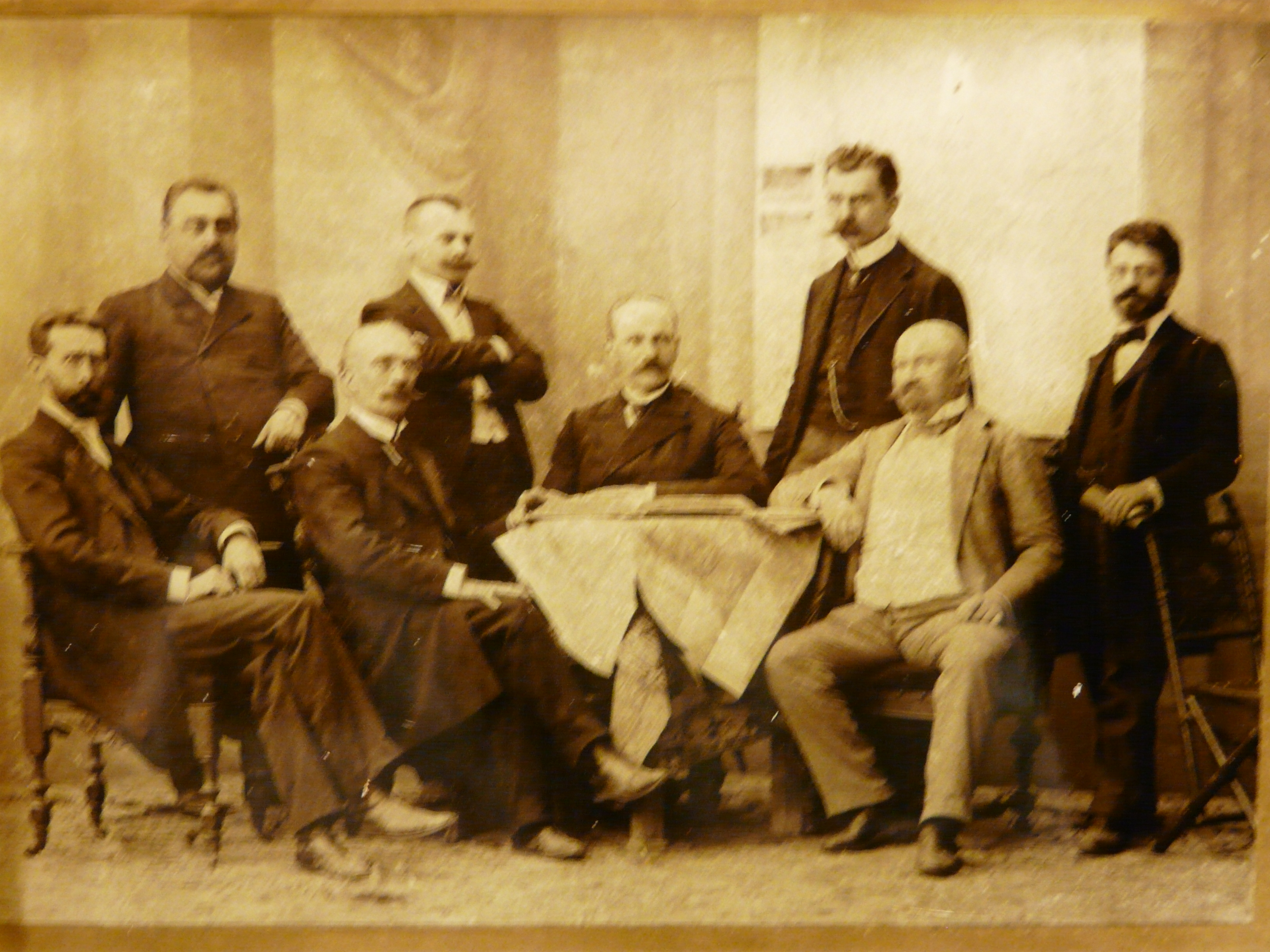
Polscy uczestnicy procesu w Grazu w dniu ogłoszenia wyroku (13 września 1902)

Spór o Morskie Oko – spór terytorialny pomiędzy Węgrami a Galicją o tereny wokół Morskiego Oka i Dolinę Rybiego Potoku, sięgający końca XVI wieku, rozstrzygnięty na korzyść Galicji w sądzie polubownym w 1902 roku.

## Geneza
Początki sporu o tereny tatrzańskie sięgają XVI wieku. Pierwotnie dotyczył głównie Podhala, dopiero w XIX wieku ciężar sporu przesunął się na Tatry i Morskie Oko. Genezą było nieprecyzyjne rozgraniczenie terenów prywatnych po obu stronach granicy.
Węgierskie i polskie osadnictwo na terenach tatrzańskich powodowało systematyczne kurczenie się pasa ziemi niczyjej i tworzyło potrzebę doprecyzowania granicy. Spór terytorialny pojawił się w 1575 roku, gdy właściciel państwa niedzickiego Olbracht Łaski zaczął zgłaszać roszczenia do części polskiego starostwa nowotarskiego między rzekami Białką i Leśnicą. Roszczenia podtrzymywał do 1634 roku kolejny właściciel ziem niedzickich, Jerzy Horváth-Palocsay. Podpisano wówczas umowę pomiędzy Polską a Węgrami wyznaczającą granicę w Tatrach. Biegła ona wówczas rzeką Białką i Białą Wodą na Mały Jaworowy Szczyt, a stamtąd granią główną przez Polski Grzebień, Zadni Gerlach, Rysy, Mięguszowiecki Szczyt, Szpiglasowy Wierch.

## Przebieg
Ponowne roszczenia węgierskie pojawiły się w 1769 roku, gdy wysunięto żądanie przesunięcia granicy z Białej Wody na Rybi Potok, choć nie sprecyzowano żądań w górnej części Doliny Rybiego Potoku. Po I rozbiorze Polski do Węgier włączono jedynie starostwo spiskie, reszta ziem utworzyła należącą do Austrii Galicję. Na początku XIX wieku granica w nieznanych okolicznościach została przesunięta na linię Rysy – Żabia Grań – połączenie Rybiego Potoku z Białą Wodą.
W 1879 roku dawne dobra Palocsayów w Tatrach (tak zwane dobra jaworzyńskie) kupił od ich spadkobiercy, barona Salomona, śląski książę Christian Hohenlohe. Natomiast dziesięć lat później, w 1889 roku, hrabia Władysław Zamoyski, korzystając z pomocy adwokata Józefa Stanisława Retingera, wygrał licytację dóbr zakopiańskich, tym samym nabywając między innymi dawną własność Homolacsów w Dolinie Rybiego Potoku. Spowodowało to nasilenie sporu o granicę w rejonie Morskiego Oka, którego apogeum przypadło na lata 1890–1901. Christian Hohenlohe rozpoczął napady na galicyjską stronę oraz doprowadził do wkroczenia na ten teren węgierskiej żandarmerii. Jego administrator w Jaworzynie podejmował ciągłe próby gospodarczej eksploatacji spornego obszaru poprzez wyrąb drewna, wypas owiec i bydła oraz polowania. W asyście węgierskiej żandarmerii niszczył mostki i ścieżki turystyczne oraz utrudniał Polakom dostęp do jeziora. Władysław Zamoyski zmuszony był bronić granic swoich posiadłości podobnymi metodami.
W 1901 roku władze austriackie i węgierskie powołały wspólnie w Grazu Międzynarodowy Sąd Rozjemczy do spraw ustalenia granicy w Tatrach. Austrię (de facto Galicję) reprezentowali Aleksander Mniszek-Tchorznicki (sędzia), Wiktor Korn (koreferent), profesor Oswald Balzer, a Węgrów Kálmán Lechoczky (sędzia), Lajos Lában (koreferent), Gyula Bölcs. Przewodniczącym sądu został prezes szwajcarskiego Trybunału Związkowego w Lozannie, Johann Winkler.
Strona galicyjska żądała utrzymania dotychczasowej granicy, biegnącej z Rysów Granią Żabiego do połączenia Rybiego Potoku z Białą Wodą. Węgrzy chcieli wytyczenia granicy z Rysów przez Czarny Staw pod Rysami i Morskie Oko Rybim Potokiem do jego połączenia z Białą Wodą. Po obradach i wizji lokalnej sąd zakończył spór 13 września 1902 roku wyrokiem przyznającym Galicji prawie wszystkie sporne ziemie.

## Wyrok
Granica idzie od szczytu Rysów w kierunku północnym przez szczyt Żabiego, grań Żabiego i Siedem Granatów, aż do miejsca, gdzie grzbiet się kończy, spada i zaczyna się spłaszczać. Od tego miejsca idzie granica dalej do tego punktu Potoku Rybiego, gdzie od zachodu od góry Czuby mały potok wpływa do Potoku Rybiego, mniej więcej 700 m przed ujściem Potoku Rybiego do Potoku Podupłazki (obecnie Biała Woda Białczańska). Od tego ostatniego punktu, aż do ujścia tworzy koryto Rybiego Potoku granicę.

Po wydaniu wyroku w sprawie granicy Hohenlohe wytoczył sprawę sądową przeciw Zamoyskiemu w 1907 roku, usiłując udowodnić swoje prawa do spornego terenu bez podważania jego przynależności do Galicji. Hohenlohe przegrał we wszystkich instancjach oraz kasację w Najwyższym Trybunale Kasacyjnym w Wiedniu w 1909 roku.
Po upadku monarchii austro-węgierskiej granica w tym miejscu stała się podstawą do wytyczenia granicy polsko-czechosłowackiej, pomimo zabiegów ze strony Polski o przejęcie części Spiszu.
W 1902 roku Oswald Balzer i Aleksander Mniszek-Tchorznicki otrzymali tytuł Honorowego Obywatela Królewskiego Wolnego Miasta Sanoka za skuteczną obronę polskich interesów – wygranie procesu z Węgrami w sporze o Morskie Oko.